# Российско-туркменские отношения
Дипломатические отношения между Туркменистаном и Российской Федерацией установлены 8 апреля 1992. Туркменистан и Россия считают друг друга стратегическими партнёрами, что отражено в преамбуле межгосударственного Соглашения о расширении стратегического сотрудничества в области энергетики и машиностроения, подписанного в 2009 году. Договорно-правовая база двух стран составляет 149 межгосударственных, межправительственных и межведомственных соглашений. Обе страны являются членами ООН и ОБСЕ. Россия входит в СНГ, а Туркменистан является ассоциированным членом. 

## История
Дипломатические отношения между Туркменистаном и Россией установлены 8 апреля 1992 года. 31 июля 1992 года в Москве был подписан Договор о дружбе и сотрудничестве между Россией и Туркменистаном. В 1990-е годы у Москвы и Ашхабада не было почти никаких разногласий: Туркменистан допускал двойное гражданство, привлекала иностранных военных специалистов для службы по контракту в вооружённых силах, но старалась удержать русскоязычных специалистов (путём негласного запрета на продажу своего жилья), российские военнослужащие продолжали охранять границы республики, да и позиции обеих стран по Каспийскому морю совпадали.
23 декабря 1993 года было подписано Соглашение между Российской Федерацией и Туркменистаном об урегулировании вопросов двойного гражданства. Договор разрешал гражданам двух стран иметь двойное гражданство. Глава российского государства Борис Ельцин первым получил паспорт Туркменистана, став почётным гражданином этого государства.

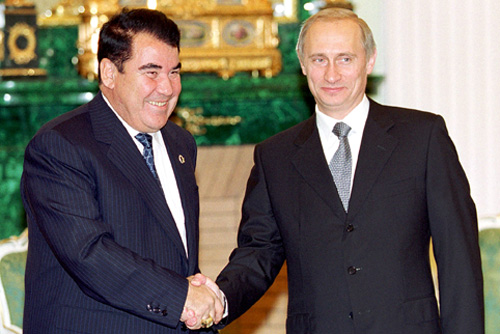
Владимир Путин и Сапармурат Ниязов на двусторонней встрече в Москве

В мае 2000 года Туркменистан с рабочим визитом посетил Владимир Путин. Сапармурат Ниязов находился 21 января 2002 года с рабочим визитом в Москве. 23 апреля 2002 года в Ашхабаде президенты Сапармурат Ниязов и Владимир Путин подписали новый Договор о дружбе и сотрудничестве между странами, который заменил договор 1992 года.
10 апреля 2003 года в ходе рабочего визита президента Туркменистана Сапармурата Ниязова в Москву состоялись двусторонние переговоры, по итогам которых подписали межгосударственное соглашение о сотрудничестве в газовой отрасли сроком на 25 лет. Был подписан Протокол о прекращении действия Соглашения между Российской Федерацией и Туркменистаном об урегулировании вопросов двойного гражданства, Протокол в силу не вступил, так как не был ратифицирован Российской Федерацией. 18 мая 2015 года по инициативе Туркменистана Соглашение о двойном гражданстве прекратило своё действие.
В мае 2005 года Сапармурат Ниязов посетил столицу России по случаю празднования 60-летия Победы и участия в неформальной встрече на высшем уровне стран СНГ. В январе 2006 года в Москве состоялись переговоры между президентами двух стран Владимиром Путиным и Сапармуратом Ниязовым по топливно-энергетической тематике.
Президент Российской Федерации Владимир Путин трижды посетил Туркменистан (май 2000 года — рабочий визит, апрель 2002 года — для участия во встрече на высшем уровне глав прикаспийских государств, май 2007 года — рабочий визит). В апреле 2007 года состоялся рабочий визит в Москву президента Туркменистана Гурбангулы Бердымухамедова. В феврале 2007 года в Ашхабаде с рабочим визитом находился председатель Правительства Российской Федерации Михаил Фрадков.
12 мая 2007 года Владимир Путин посетил город Туркменбаши для участия в саммите трёх стран, где между Казахстаном, Россией и Туркменистаном была подписана декларация о строительстве Прикаспийского трубопровода.

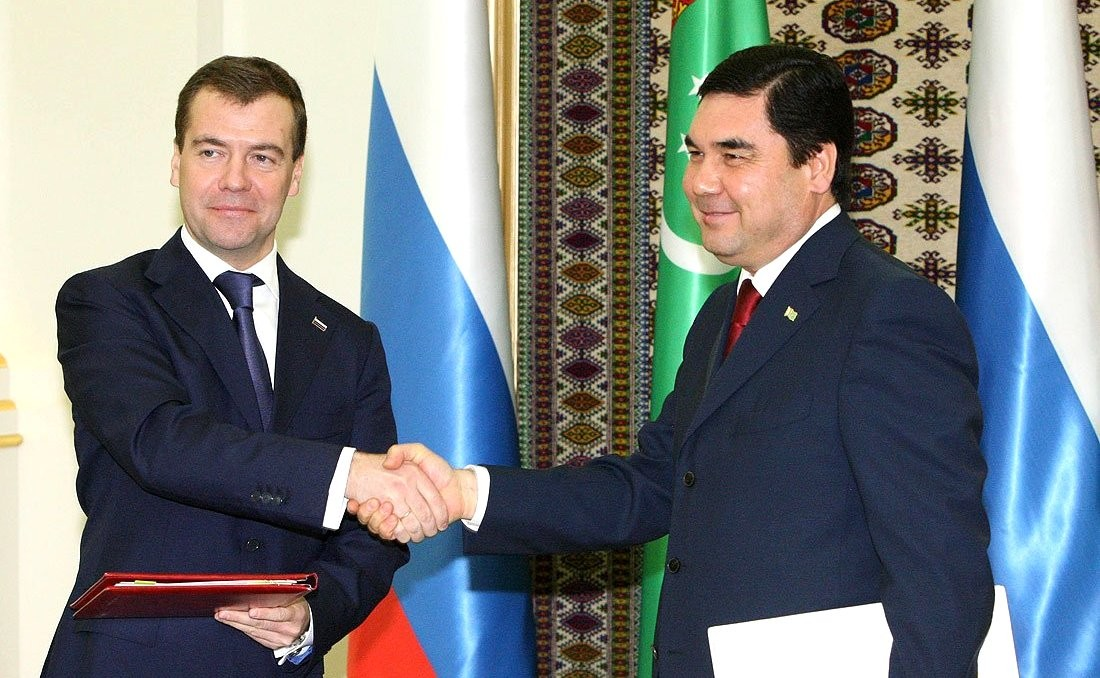
Президент России Дмитрий Медведев и президент Туркменистана Гурбангулы Бердымухамедов, 2009 г.

В 2008—2010 годах, в период президентства Дмитрия Медведева неоднократно проводились взаимные рабочие визиты. 4-5 июля 2008 года в Ашхабаде подписан ряд двусторонних документов и приняли участие в открытии учебно-сервисного центра «КамАЗ».

### 2010-е годы

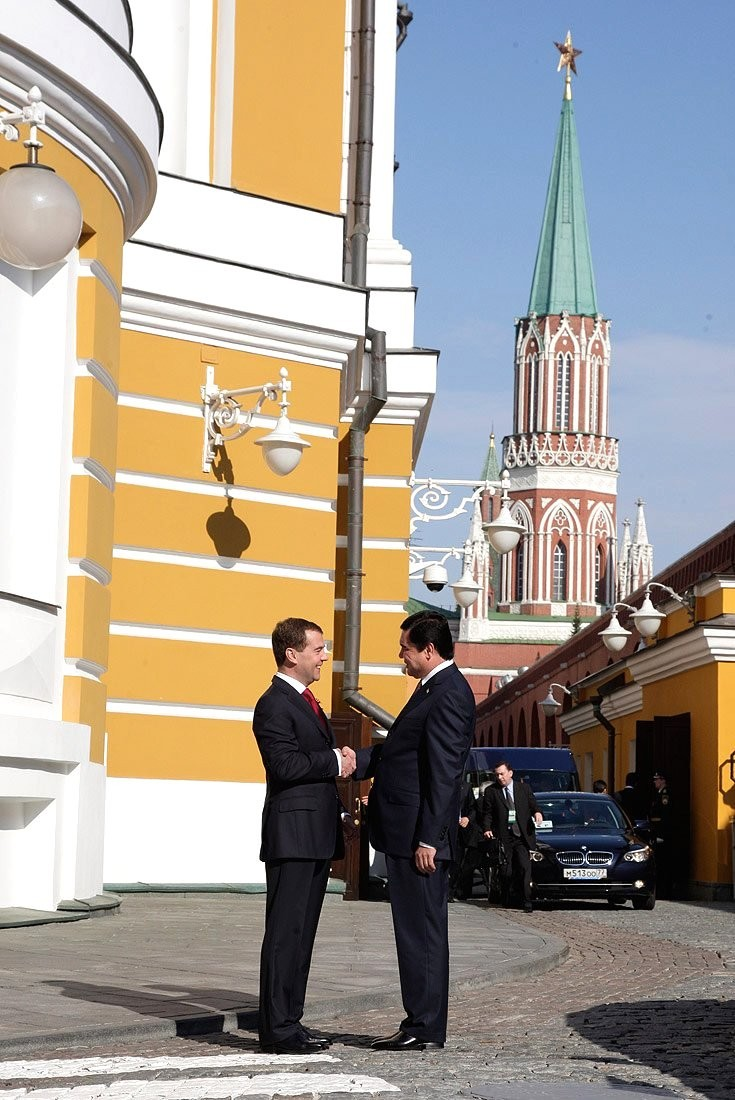
Встреча президента Туркменистана Гурбангулы Бердымухамедова и президента России Дмитрия Медведева, перед началом парада по случаю 65-летию победы

7-9 мая 2010 года Гурбангулы Бердымухамедов посетил Россию, где принял участие в неформальной встрече стран-участниц СНГ и поприсутствовал на параде по случаю 65-летия победы. 21-22 октября 2010 президент России Дмитрий Медведев совершил взаимный визит.
В феврале 2014 года президент Туркменистана принял участие в качестве почётного гостя в церемонии открытия XXII Олимпийских зимних игр в Сочи.
9 мая 2015 года президент Туркменистана Гурбангулы Бердымухамедов присутствовал в качестве почётного гостя на параде в Москве по случаю 70-летия Победы.
23 ноября 2015 года Владимир Путин и Гурбангулы Бердымухамедов провели двусторонние переговоры «на полях» саммита Форума стран-экспортёров газа в Тегеране.
С 2016 по 2018 год состоялось несколько взаимных поездок глав двух государств.

### 2020-е годы

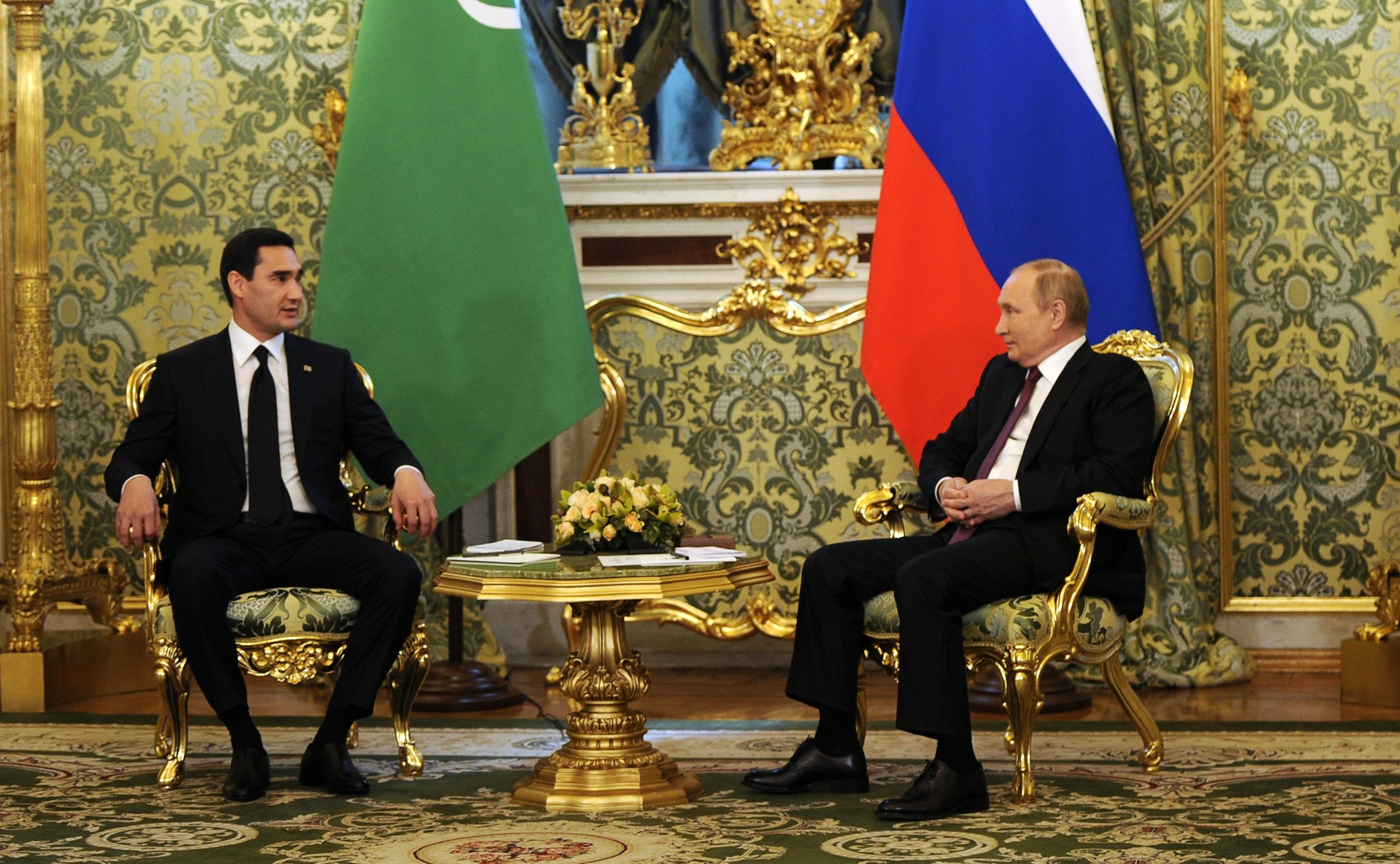
Сердар Бердымухамедов и Владимир Путин на встрече в Москве, 10 июня 2022 г.

10 июня 2022 года в Москве прошла встреча президентов двух стран — Владимира Путина и Сердара Бердымухамедова, по итогам которой была подписана декларация об углублении стратегического партнёрства между странами, а также ряд документов о торгово-экономическом сотрудничестве.
19 января 2023 года в Ашхабаде состоялся туркменско-российский бизнес-форум, были подписаны меморандумы о взаимопонимании в сфере рыболовства, молодёжной политики, протокол о переходе к интеграции информационных систем в области карантина растений.

## Дипломатические представительства

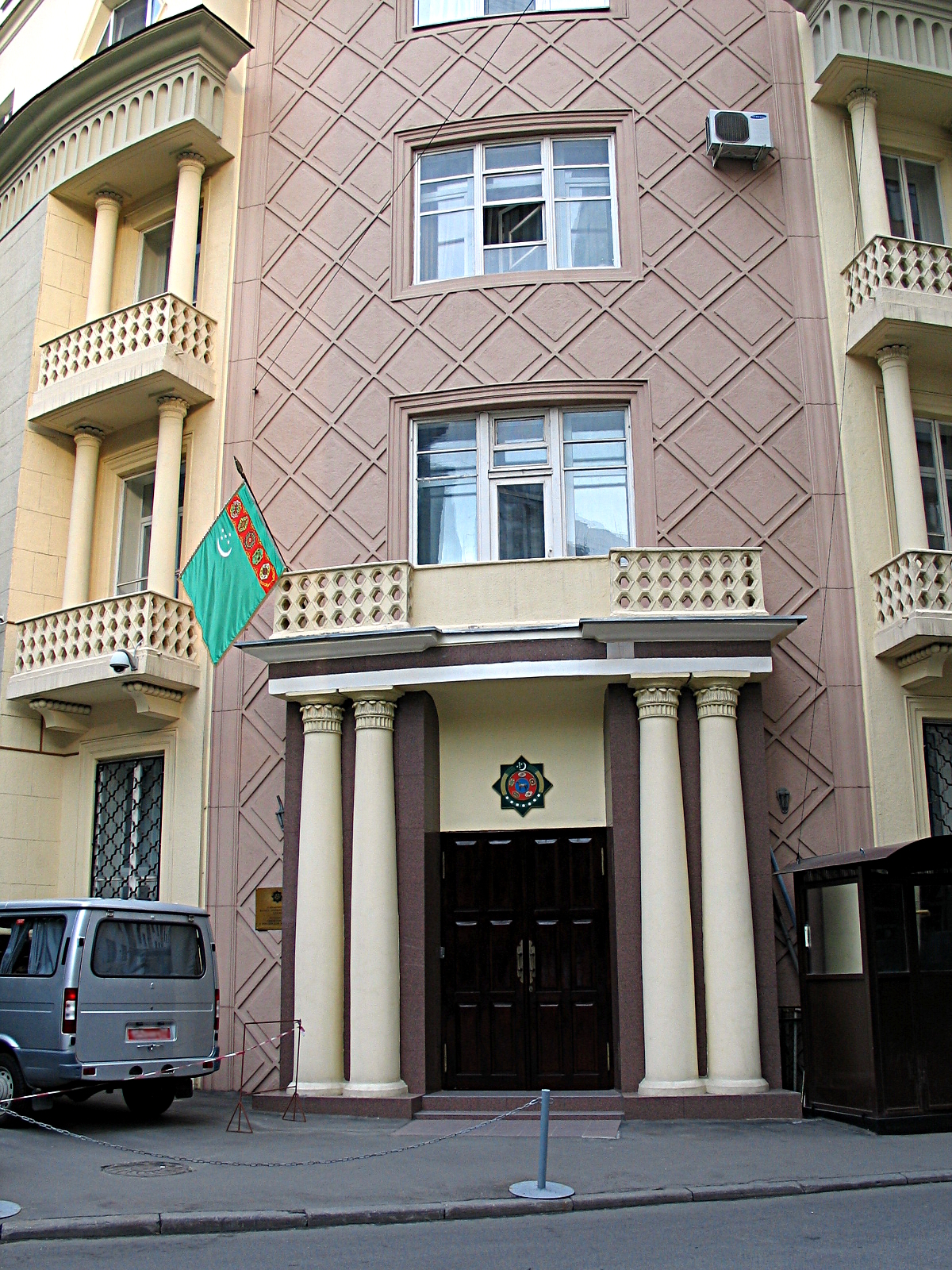
Посольство Туркменистана в России

С 1992 года в Ашхабаде действует посольство России, в городе Туркменбаши находится Консульский пункт посольства России. 6 апреля 2023 года Иван Волынкин был назначен новым послом РФ в Туркменистане, который сменил Александра Блохина. 17 мая 2023 года Волынкин вручил копии верительных грамот временно исполняющему обязанности министра иностранных дел Туркменистана Вепа Хаджиеву.
В Москве действует посольство Туркменистана, которое открылось в 2014 году, а в Астрахани было открыто Консульство Туркменистана. С октября 2016 года посольство возглавляет Чрезвычайный и Полномочный посол Туркменистана в Российской Федерации Батыр Ниязлиев, совмещающий должность Посла в Болгарии, Испании и Словении.

## Торгово-экономическое сотрудничество

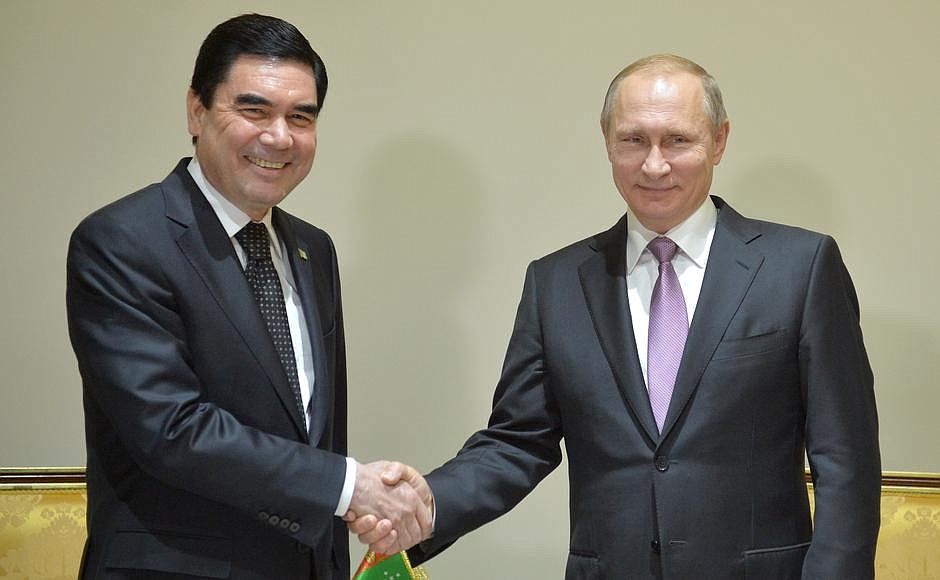
Владимир Путин и Гурбангулы Бердымухамедов на Саммите Форума стран — экспортёров газа

В основе торгово-экономического сотрудничества двух стран лежат положения межправительственных соглашений о свободной торговле от 11 ноября 1992 года и о торгово-экономическом сотрудничестве от 30 августа 2008 года. В Ашхабаде функционирует Торговое представительство Российской Федерации в Туркменистане. Россия занимает лидирующие позиции в рейтинге крупнейших внешнеторговых партнёров Туркменистана.
В 2012 году объём российско-туркменского товарооборота достиг 1,4 млрд долларов США и превысил уровень предыдущего года на 7,5 %. При этом в структуре российского экспорта в Туркменистан основной объём приходился на долю металлов и изделий из них, а также машин, оборудования и транспортных средств, продовольственных товаров и сельхозсырья, а в импорте из Туркменистана преобладали товары химической промышленности, текстиль, текстильные изделия, машины, оборудование и транспортные средства, топливно-энергетические товары.
Действенным механизмом регулирования и развития двустороннего торгово-экономического сотрудничества является Межправительственная российско-туркменская комиссия по экономическому сотрудничеству. Председателем Российской части Комиссии является заместитель председателя правительства Российской Федерации А. Дворкович, председателем туркменской части — Р. Мередов, заместитель председателя Кабинета министров Туркменистана, министр иностранных дел Туркменистана.
До 2017 года в Туркменистане действовал оператор сотовой свзязи «МТС Туркменистан».
В январе 2023 года, на фоне российского вторжения на Украину, премьер-министр РФ Михаил Мишустин предложил туркменскому бизнесу занять некоторые «освободившиеся» ниши на российском рынке из-за ухода западных компаний. На туркмено-российском бизнес-форуме, который проходил в Ашхабаде 19-20 января 2023 года, представители бизнеса России и Туркменистана подписали более 50-ти двусторонних соглашений. 
15 марта 2023 года в Ашхабаде прошел туркмено-татарстанский бизнес-форум. Мероприятие нацелено на углубление торгово-экономических связей Туркменистана и Республики Татарстан. Среди участников были «Татнефть», «КАМАЗ», «Казанский вертолетный завод» и другие.

### Топливно-энергетическая сфера
Туркменистан транспортирует свой газ в Россию по газопроводу «Средняя Азия — Центр», который работал не в полную мощность. В 2009 году разразился газовый конфликт между странами, по которому Туркменистан обвинил «Газпромом» в сокращении объёмов отбираемого газа без предварительного уведомления туркменской стороны. 9 января 2010 года были возобновлены поставки туркменского газа в Россию. Однако после охлаждения отношений с «Газпромом» ведущая роль перешла к компании «Итера». 
Самым крупным российско-туркменским проектом стала разработка блока 21 нефтяного месторождения туркменского сектора Каспийского моря, по которому Договор о разделе продукции был подписан 13 сентября 2009 года между ОАО «НГК ИТЕРА» и Государственным агентством по управлению и использованию углеводородных ресурсов при президенте Туркменистана.
ОАО «Стройтрансгаз» завершило строительство «под ключ» 185 км магистрального газопровода диаметром 1400 мм «Малай — Багтыярлык», установки осушки газа, хозрасчётного замерного узла. ОАО «Татнефть» ведёт работы по контракту с ГК «Туркменнефть» на оказание сервисных услуг по повышению нефтеотдачи на Юго-Восточном участке нефтепромысла № 4 НГДУ «Готурдепенебит».
19 октября 2021 года Президент Туркменистана Г. Бердымухамедов принял главу Публичного акционерного общества (ПАО) «Лукойл» Вагита Алекперова, который выразил готовность к продолжению сотрудничества и рассказал о работе «Лукойла» в Туркменистане, в том числе о реализации проектов в акватории Каспия.

## Миграционная политика

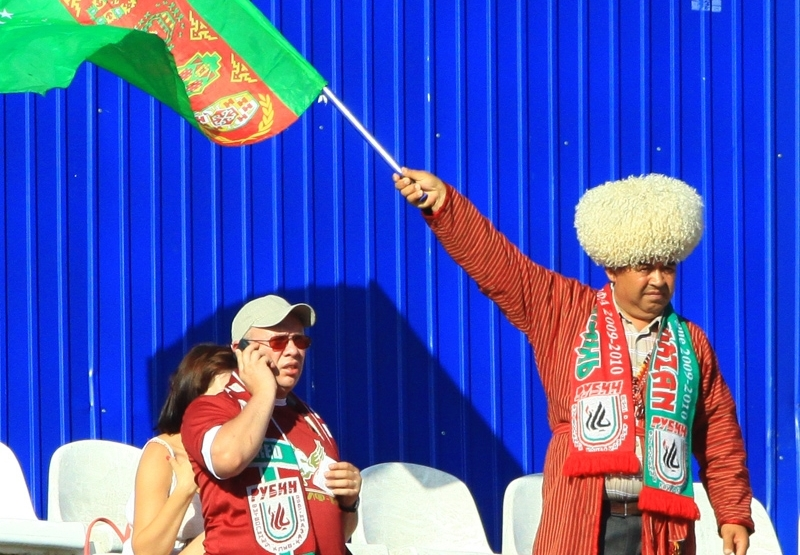
Туркменский болельщик казанского «Рубина»

Трудовая миграция граждан Туркменистана в РФ всегда была незначительной, с 2002 года по 2010 года и так небольшое число трудовых мигрантов сократилось с 7 тысяч до 500 человек (в основном нефтяники).
В январе 2023 года российское МВД подписало соглашение с Государственной миграционной службой Туркменистана. Данный документ предусматривает оперативный обмен данными между ведомствами двух стран о миграции. Также проговаривалась возможность взаимной отмены визового режима между странами.

## Двойное гражданство
С 18 мая 1995 года по 18 мая 2015 года между двумя странам действовало соглашение об урегулировании вопросов двойного гражданства от 23 декабря 1993 года, на основании которого был принят Федеральный закон от 25 ноября 1994 года № 41-ФЗ «О ратификации соглашения между Российской Федерацией и Туркменистаном об урегулировании вопросов двойного гражданства».

## Культурно-гуманитарное сотрудничество

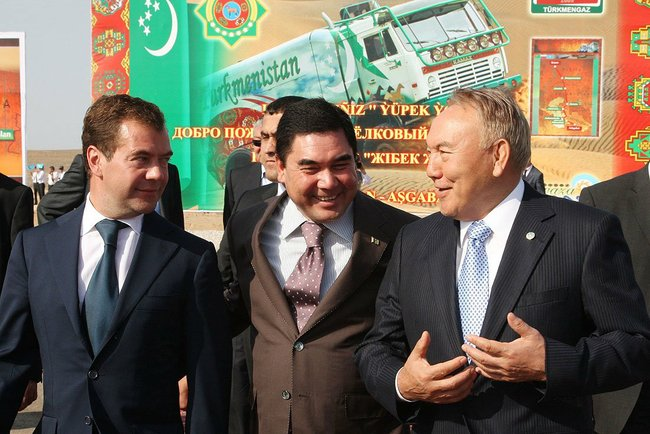
На торжественных мероприятиях завершающего этапа ралли «Шёлковый путь-2009». Президент России Дмитрий Медведев, президент Туркмении Гурбангулы Бердымухамедов (в центре) и президент Казахстана Нурсултан Назарбаев.

Страны проводят совместные выставки и другие мероприятия, а также активно сотрудничают в области образования. В соответствии с Соглашением между правительствами Туркменистана и Российской Федерации от 21 января 2002 года в Ашхабаде была открыта совместная туркмено-российская общеобразовательная школа имени А. С. Пушкина, в которой половина школьников граждане России, а также дети сотрудников, расположенных в Ашхабаде дипломатических миссий стран СНГ. Выпускники школы получают аттестат российского образца, многие из которых имеют возможность поступить в российские вузы на льготных условиях. 22 декабря 2009 года в Ашхабаде открылась еще одна российско-туркменской школа имени А. С. Пушкина. В 2008 году в Ашхабаде был открыт филиал РГУНиГ. В 2009 годы выделено более 300 квот правительства России для обучения граждан Туркменистана в российских высших и средних специальных учебных заведениях. На 2010/2011 год 5927 тысяч студентов обучалось в высших учебных заведениях России.

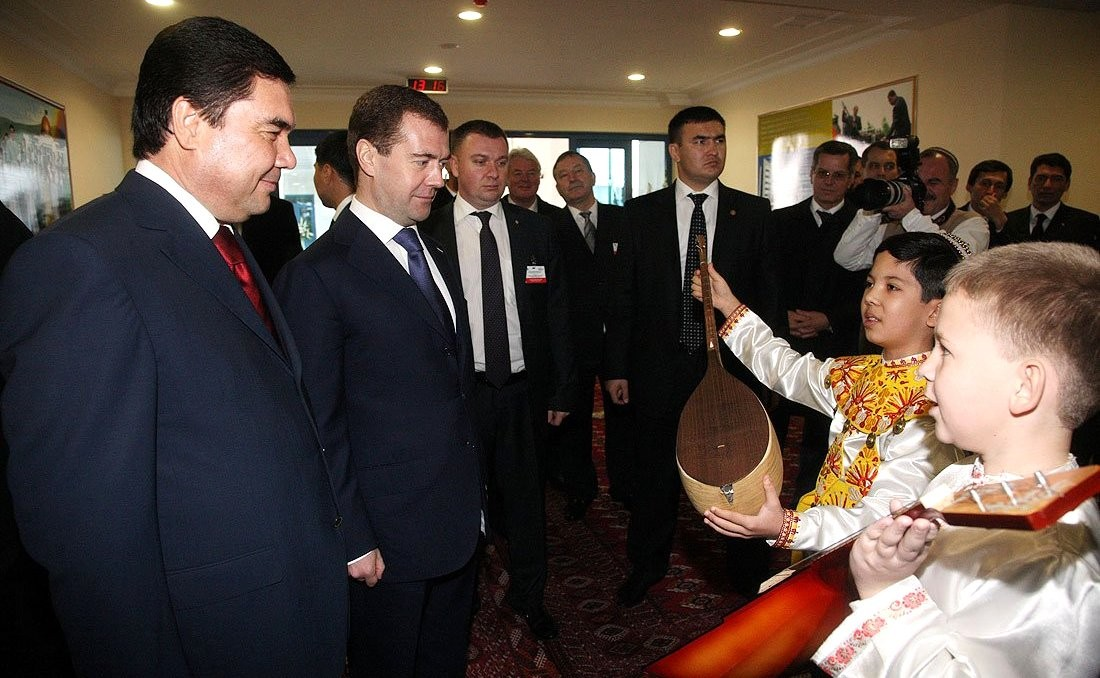
Открытие ТРСОШ

Несколько оживились культурные связи, после прихода к власти Дмитрия Медведева в России, в 2008 году подписан Меморандум о сотрудничестве между министерствами культуры двух стран. 6-11 апреля 2009 года в Туркменистане проходили Дни культуры России. 15 мая 2009 года в Астрахани состоялось открытие памятника Махтумкули Фраги, туркменскому поэту и философу. В 2009 году проходил международный ралли-рейд по территории России (Татарстан и Оренбургская область), Казахстана и Туркменистана, единственный этап Серии Дакар 2009 года. Ралли проводилось по инициативе президентов трех стран — Дмитрия Медведева, Нурсултана Назарбаева и Г. Бердымухамедова. Команда «КАМАЗ-мастер» выступила в ралли-рейде в расширенном составе. Президенты трёх стран посетили финиш ралли «Шёлковый путь» в Туркменбаши.
В сентябре 2020 года во время пандемии из России было передано в Туркменистан 690 наборов тест-систем на коронавирус.
Владимир Путин вручил Президенту Туркменистана Сердару Бердымухамедову государственную награду Российской Федерации – орден Дружбы – за большой вклад в укрепление стратегического партнёрства между двумя странами.
4 июня 2023 года в Ашхабаде состоялись мероприятия, посвященные дню русского языка и дню рождению русского поэта Александра Пушкина. Российская сторона поблагодарила за поддержку русскому языку в Туркменистане. Затем в Театре им. А.С. Пушкина в Ашхабаде прошла премьера узбекского спектакля «Семейная тайна» по пьесе Иззата Султанова. С 15 по 27 июля 2023 года в Государственном музее Востока в Москве прошла выставка туркменского скульптора Бабасары Аннамурадова. Представлено более 40 скульптурных и графических работ, созданных народным художником Туркменистана.
В октябре 2023 года в Астраханском государственном университете проходят мероприятия для преподавателей русского языка за рубежом, в том числе и для учителей из Туркменистана..

## Транспорт

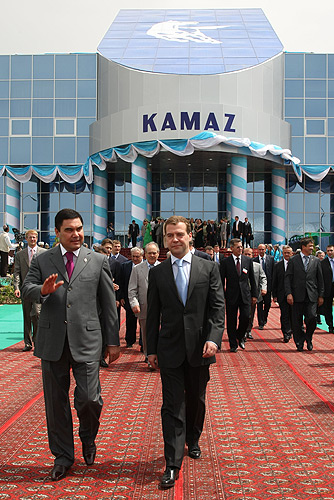
Церемония открытия учебно-сервисного центра «КамАЗ»

С 1992 года между странами был безвизовый режим, однако в 1999 года Туркменистан ввел визовый режим со всеми странами СНГ. В 2009 году поднимался вопрос об упрощении визового режима с перспективой его полной отмены.

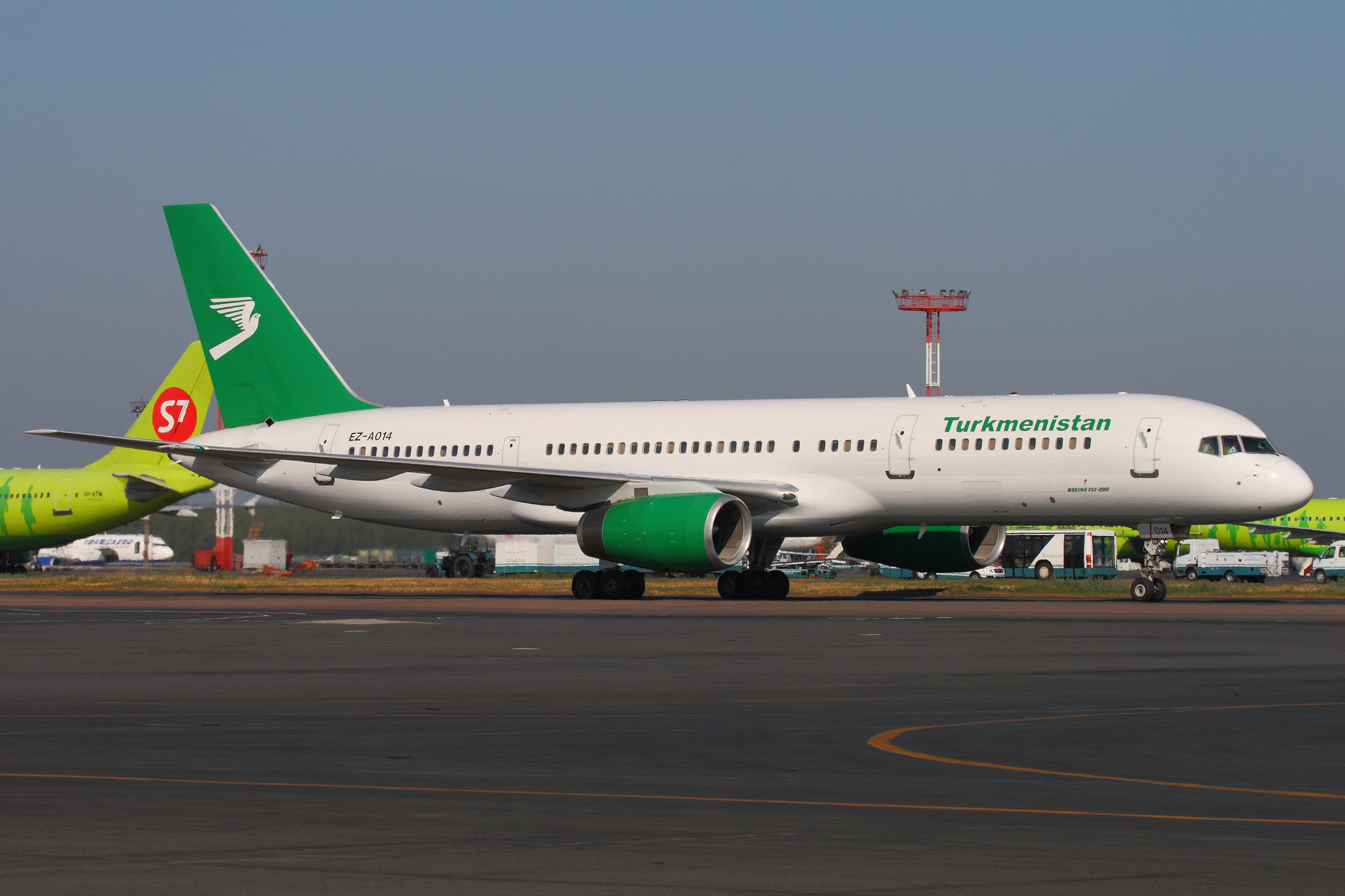
Боинг 757 авиакомпании Turkmenistan Airlines в Домодедово

Туркменистан связан авиарейсами с городами России, авиакомпаниями «Туркменские авиалинии» и  S7 Airlines.
На туркменский рынок автомобильной техники, строительно-дорожных машин и промышленных тракторов осуществляют поставки российские компании ОАО «КАМАЗ», ОАО «УАЗ», УК «Группа ГАЗ», ООО «ЧТЗ-Уралтрак» и другие. В Ашхабадском учебно-сервисном центре «КАМАЗ» обслуживается до 160 единиц техники в месяц, за год проходят профессиональную подготовку 400 человек. На производственной базе данного центра организован склад запасных частей. Аналогичные центры открыты в городах Балканабаде, Ташаузе, Мары и Туркменабаде. ОАО «Группа ГАЗ» поставляет в Туркменистан лёгкий коммерческий транспорт, автобусы, легковые автомобили, спецтехнику и запасные части.
Начиная с 2009 года на российском заводе Красное Сормово было построено 6 нефтеналивных танкеров «Сумбар», «Хазар», «Джейхун», «Этрек», «Аладжа», «Кенар».
11 октября 2021 года в республику Туркменистан поступили пассажирский тепловоз ТЭП70БС и магистральный грузовой тепловоз 2ТЭ25КМ российского производства.
27 марта 2023 года в Туркменистан прибыли представители «Российских железных дорог» (РЖД), обсудили планы с «Türkmendemirýollary» («Туркменские железные дороги») об открытии в 2023 году представительства этих компаний в Ашхабаде и Москве. Компании осуществляют совместную работу по наращиванию перевозок и логистических сервисов на восточном маршруте МТК «Север-Юг». 26 августа первый грузовой поезд из 42 контейнеров из России по транспортному коридору «Север-Юг» пересек границу Ирана через пограничный переход Инче-Бурун на границе с Туркменистаном и направился в Бендер-Аббас на юге по пути в Саудовскую Аравию.